# Antonín Drábek
Antonín Drábek (11. prosince 1939 Kozlany u Vyškova – 8. září 2015) byl český básník, spisovatel a vydavatel. Byl jedním z aktivních členů Baltského svazu a zakladatelem a prvním předsedou Česko-estonského klubu.

## Život
Antonín Drábek se narodil v Kozlanech u Vyškova, většinu života prožil v Praze. Po studiích chemie a ekonomie pracoval nejprve v technické administrativě a publikoval odborné statě. V 90. letech se začal živit jako publicista a posléze vydavatel. V rámci svého zájmu o Pobaltí publikoval několik vlastních ekonomických studií o pobaltských republikách, postupně však převážila jeho činnost beletristická, které se od roku 2000 věnoval plně.

## Literární tvorba
I když až do 90. let beletristicky nepublikoval, psal Antonín Drábek básně už od mládí. Výbor z této své dlouholeté básnické tvorby vydal vlastním nákladem v roce 1995 jako sbírku Příboj nad hladinou souzvuků a proseb. Další tvorbu básnickou i prozaickou pak vydával v rámci svého nakladatelství Balt-East, ale též v rámci antologií vydaných jinými nakladateli.

## Vydavatelská činnost
Antonín Drábek se podílel na vzniku časopisu Estonia, který vycházel od roku 1991 a který byl zaměřen na informování odborné i laické veřejnosti o estonských reáliích. Časopis od čtvrtého čísla rozšířil svůj tematický záběr na všechny baltské země a přejmenoval se na Baltika. Časopis vycházel do roku 1994, kdy musel být ukončen z důvodů nedostatečné finanční podpory. Antonín Drábek následujícího roku 1995 založil vlastní nakladatelství Balt-East, které začalo vydávat knižní edici Nová Baltika, věnující se v sérii monografií stejným tématům.
V následujících letech nakladatelství Balt-East rozšířilo svůj ediční plán o malonákladovou krásnou literaturu, která postupně začala tvořit velkou většinu vydaných knih. V letech 1995–2008 nakladatelství vydalo více než sto publikací, z nichž dvacet se týkalo Pobaltí, 33 bylo básnických sbírek a 40 prozaických děl, většinou začínajících nebo málo známých autorů.
V roce 2015 Unie českých spisovatelů posmrtně udělila Antonínu Drábkovi cenu za celoživotní nakladatelskou činnost.

## Česko-estonský klub
Antonín Drábek byl vůdčí osobností při oficiálním založení Česko-estonského klubu 14. února 1991 a stal se jeho prvním předsedou. Tím byl do roku 2001, kdy předsednictví klubu převzala Iivi Zájedová, Antonín Drábek však zůstal nadále aktivním členem klubu a významným organizátorem jeho aktivit.

## Spisy

### Samostatné odborné publikace
- DRÁBEK, Antonín. Hospodářský vývoj Estonska : (studie postupu hospodářské transformace a hospodářského vývoje Estonské republiky v letech 1993-1996). Praha: Česko-estonský klub, Balt-East, 1997. (Nová Baltika; sv. 2). ISBN 80-902313-0-6.
- DRÁBEK, Antonín. Vývoj lotyšského hospodářství : studie postupu hospodářské reformy v Lotyšsku 1993-1997. Praha: Balt-East, 1998. (Nová Baltika; sv. 5). ISBN 80-902313-4-9.
- DRÁBEK, Antonín. Současný vývoj Estonska : postup hospodářské transformace a vývoj estonské společnosti v letech 1994-1998. Praha: Balt-East, 1999. (Nová Baltika; sv. 9). ISBN 80-902313-7-3.
- DRÁBEK, Antonín. Hospodářský a politický vývoj Litvy 99 : 6. mezinárodní seminář Obchod s Pobaltím. Praha: Balt-East, 1999. (Nová Baltika; sv. 10). ISBN 80-902313-9-X.
- DRÁBEK, Antonín. Vývoj lotyšského hospodářství 99. Praha: Balt-East, 1999. (Nová Baltika; sv. 11). ISBN 80-86383-01-6.
- DRÁBEK, Antonín. Ekonomický vývoj Finska 2000 : vývoj Finska v 90. letech. Praha: Balt-East, 2000. (Nová Baltika; sv. 13). ISBN 80-86383-02-4.
- DRÁBEK, Antonín. Hospodářský vývoj pobaltských republik 2000. Praha: Balt-East, 2000. (Nová Baltika; sv. 14). ISBN 80-86383-03-2.

### Krásná literatura

#### Básnické sbírky
- DRÁBEK, Antonín. Příboj nad hladinou souzvuků a proseb : (básně z let 1956-1994). Ilustrace Jiřina Lockerová. Praha: vl. nákl., 1995. ISBN 80-900065-5-8.
- DRÁBEK, Antonín. Něžný obláček mezi plameny. 1. vyd. Praha: Balt-East, 2002. ISBN 80-86383-09-1.
- DRÁBEK, Antonín. Něžný obláček mezi plameny. 2. vyd. Praha: Balt-East, 2002. ISBN 80-86383-15-6.
- DRÁBEK, Antonín. Cesta na sever. Praha: Balt-East, 2004. ISBN 80-86383-25-3.

#### Drama
- DRÁBEK, Antonín. Betsabé aneb zamilovaný král : hra o jednom dějství. Ilustrace Jana Terlecká. 1. vyd. Praha: Balt-East, 2002. ISBN 80-86383-11-3.
- DRÁBEK, Antonín. Betsabé aneb zamilovaný král : hra o jednom dějství. Ilustrace Markéta Kejzlarová. 2., přepracované vyd. Praha: Balt-East, 2010. ISBN 978-80-87283-30-1.

#### Próza
- DRÁBEK, Antonín. Něžné portréty : povídky. 1. vyd. Praha: Balt-East, 1998. ISBN 80-902313-2-2.
- DRÁBEK, Antonín. Něžné portréty : povídky. Ilustrace Jana Terlecká. 2. vyd. Praha: Balt-East, 2003. ISBN 80-86383-24-5.
- DRÁBEK, Antonín; KAFKA, Petr. Návraty. Praha: Balt-East, 2004. ISBN 80-86383-32-6.
- DRÁBEK, Antonín; RAUEROVÁ, Lenka. Trojúhelníky a chirurg : milostné příběhy. 1. vyd. Praha: Balt-East, 2004. ISBN 80-86383-36-9.
- DRÁBEK, Antonín. Dům v Karviné. Praha: Balt-East, 2010. ISBN 978-80-87283-14-1.
- DRÁBEK, Antonín; HUSÁRKOVÁ, Iva. Mořský vlk a Karkulka : humorné a mírně erotické pohádky a komiksy pro dospělé. Ilustrace Markéta Kejzlarová. Praha: Balt-East, 2012. ISBN 978-80-87283-51-6.